# H–23
A H–23 az egyik első, szovjet földi célok elleni, 10 km hatótávolságú irányított rakéta, melyet az 1960-as években fejlesztettek ki az R–8 és az K–5 légiharc-rakéta elemeinek felhasználásával, eredetileg a MiG–23 vadászrepülőgép számára. A rakétát a kalinyingrádi 455. sz. gyár tervezőirodája (később Zvezda tervezőiroda) fejlesztette ki, sorozatgyártása a Sztrela vállalatnál folyt. Első változata a vezetősugaras irányítású H–66 volt. A rádió-parancsközlő távirányítású H–23 rakétát az indító repülőgép vezetője egy külön botkormánnyal irányította, a kormányparancsok rádión (általában a Gyelta adatátviteli konténer segítségével) keresztül jutottak el a rakétához. A rakétatest végébe építették be a rádiójelek vételéhez szükséges antennát és egy pirotechnikai töltetet, mely intenzív fényt adva segítette, hogy a pilóta szabad szemmel követni tudja a rakétát, emiatt a rakétahajtómű fúvócsövei a törzs két oldalán, előrébb helyezkedtek el.
A rakéta a Magyar Honvédség MiG–23-asain is hadrendben állt.

## Típusváltozatok
- H–66 – a K–8 rakétán alapuló vezetősugaras változat
- H–23 – parancsközlő távirányítású, erősebb rakétahjatóművel ellátott változat (eredeti jelzése 68-as gyártmány)
- H–23M – továbbfejlesztett, javított változat. Elektronikáját a H–25 rakétából vették át.
- A921 – Romániában licenc alapján gyártott változat
- Grom - Jugoszláviában az 1980-as években gyártott változat
- Grom–B – Az 1990-es években gyártott jugoszláv, illetve szerb változat, melyet televíziós irányítással láttak el